# Knocknahur
Knocknahur is een plaats in het Ierse graafschap County Sligo.